# Rurudo
rurudo（るるど、9月21日 - ）は、日本のイラストレーター、バーチャルYouTuber。

## 経歴
ゲーム会社を経てフリーのイラストレーターに転職。2019年9月5日にはデザインしたキャラクター「こあくまちゃん」がフィギュア化される。2021年7月に表参道に位置する「pixiv WAEN GALLERY」で初個展「PLAYROOM」を開催。同年10月12日から11月2日には横浜ロフトで、11月6日から11月23日には梅田ロフトで同名の個展を開催した。

## 人物
好きな食べ物は鮭とばと酒のつまみ全般。嫌いな食べ物はシュークリームを除く甘い物、麻婆豆腐、茶わん蒸し、茄子。
アンニュイな表情の人物を多く描いている。
以前は「バーチャルYouTuberにはなりません」と言っていたが、「絵のやる気がなくなって暇」という理由でLive2Dモデルを自作し、2022年4月23日より「るるどらいおん」の名義でバーチャルYouTuberとしての活動を始めた。

## 作品
- 常闇トワ - キャラクターデザイン[6]
- 宮本サクラが可愛いだけの小説。 - イラスト[6]
- 宮本サクラが可愛いだけの小説の漫画。 - 1巻巻末イラスト[10]
- VoiSona ルウル - キャラクターデザイン、音声提供

## 書籍
- 『rurudo画集 UNREAL』一迅社、2021年8月3日。ISBN 978-4758017244。[6]